# Omelai (Ort)
Omelai ist ein osttimoresischer Ort im Suco Molop (Verwaltungsamt Bobonaro, Gemeinde Bobonaro).
Das Straßendorf liegt im Norden der Aldeia Omelai, auf einer Meereshöhe von 561 m. Die Straße führt entlang des Höhenkamms nach Osten in das Dorf Anapal und nach Westen nach Zoilpo (Suco Guda), vorbei an den einzelnen Häusern des Ortes Ilhago. Nördlich fließt unterhalb der Pa, ein Nebenfluss des Loumea.
Im Dorf befinden sich eine Kapelle und eine Grundschule.